# Farkas Balázs (labdarúgó, 1988)
Farkas Balázs (Nyíregyháza, 1988. április 24. –) korábbi magyar válogatott labdarúgó.

## Pályafutása

### Klubcsapatban
A Nyíregyháza SFC színeiben kezdett el futballozni és itt mutatkozott be a felnőttek között is. 2006-ban, 18 évesen igazolt az ukrán Dinamo Kijiv csapatához. Ott először a tartalékegyüttesbe került, majd többször megsérült, de volt, hogy mesterhármast szerzett a Hamburger SV ellen. Játékára több nagy európai csapat. többek közt a Manchester United is felfigyelt, de Farkas 2008 őszén súlyos térdsérülést szenvedett és hat hónapot ki kellett hagynia. Felépülése után a több játéklehetőség miatt szeretett volna hazaigazolni, végül a Kijiv a Videoton FC-nek adta kölcsön egy évre.
A fehérvári csapatban kezdőként számítottak rá, azonban egy Paksi FC elleni Ligakupa mérkőzésen ezúttal talpizomszakadást szenvedett, így több hetes kihagyás várt rá. A 2010-11-es idény előtt végleg hazaigazolt, a bajnoki címvédő Debreceni VSC játékosa lett. A DVSC-vel ugyan bajnok lett és kupagyőzelmet is ünnepelhetett, de ezúttal is több apró sérülés hátráltatta a játékban. 2012 őszén újabb térdszalag-szakadást szenvedett, így nem hosszabbították meg a lejáró szerződését. Felépülése után, 2013 januárjában az akkor 24 éves Farkas a Győri ETO-hoz szerződött.  A 2012–13-as szezon végén bajnok lett a kisalföldi csapattal, de mindössze egyetlen bajnokin tudott pályára lépni sérülései miatt. 2015 májusában a másodosztályú Balmazújvároshoz szerződött. Itt újra felépítette magát, és bár első idényében csak két bajnokin játszott, 2016 nyarán nagyszerű szabadrúgásgóllal tért vissza az olasz Palermo ellen 1-0-ra megnyert felkészülési mérkőzésen, majd a 2016–17-es bajnokságban 33 találkozón három góllal segítette hozzá a Balmazt, hogy története során először feljusson az élvonalba.
2017. június 26-án követte edzőjét, Feczkó Tamást és az élvonalból kieső MTK-hoz szerződött. 2019. január 7-én a másodosztályú Zalaegerszegi TE csapatához írt alá. Tizenhárom bajnokin két gólt szerzett a bajnoki címet szerző és az élvonalba feljutó Zalaegerszegben, de lejáró szerződését nem hosszabbították meg. 2019 júliusában a  másodosztályú Soroksár SC igazolta le. 2020. február 9-én jelentették be, hogy fél évre aláírt a Szombathelyi Haladás csapatához, miután szerződést bontott a Soroksár csapatával.

### A válogatottban
A magyar válogatottban 2006 novemberében debütált egy Kanada elleni barátságos mérkőzésen.  Három alkalommal lépett pályára a nemzeti csapatban.

## Sikerei, díjai
Dinamo Kijiv
- Ukrán bajnok: 2006-07
- Ukrán bajnoki ezüstérmes: 2007-08

Videoton FC
- Magyar bajnoki ezüstérmes: 2009–10

Debreceni VSC
- Magyar bajnok: 2011–12
- Magyar Kupa-győztes: 2012

Győri ETO
- Magyar bajnok: 2012–13

Zalaegerszegi TE
- A magyar másodosztály bajnoka: 2018–19

## Statisztika

### Mérkőzései a válogatottban
| Magyarország | Magyarország       | Magyarország                   | Magyarország | Magyarország | Magyarország | Magyarország | Magyarország | Magyarország |
| #            | Dátum              | Helyszín                       | Hazai        | Eredmény     | Vendég       | Kiírás       | Gólok        | Esemény      |
| ------------ | ------------------ | ------------------------------ | ------------ | ------------ | ------------ | ------------ | ------------ | ------------ |
| 1.           | 2006. november 15. | Székesfehérvár, Sóstói Stadion | Magyarország | 1 – 0        | Kanada       | barátságos   | -            | 70'          |
| 2.           | 2007. február 7.   | Limassol (CYP)                 | Lettország   | 0 – 2        | Magyarország | barátságos   | -            | 89'          |
| 3.           | 2007. március 24.  | Podgorica                      | Montenegró   | 2 – 1        | Magyarország | barátságos   | -            | 85'          |
|              | Összesen           |                                |              | 3            | mérkőzés     |              | 0            | gól          |